# Szabás
Szabás is een plaats (község) en gemeente in het Hongaarse comitaat Somogy. Szabás telt 616 inwoners (2001).

## Geboren
- Béla Tallián (1851-1921), Hongaars minister